# کسیدی فریمن
کسیدی فریمن (به انگلیسی: Cassidy Freeman) (متولد ۲۲ آوریل ۱۹۸۲) یک بازیگر و موسیقیدان آمریکایی است که بیشتر برای اجرای نقش تس مرسر در سریال اسمالویل از شبکه سی دابلیو شناخته می‌شود.
فریمن در شهر شیکاگو در ایالت ایلی‌نوی متولد شد. او دو برادر بزرگتر از خود دارد که یکی از آنها یک صداپیشه به نام کریسپین فریمن و دیگری یک موسیقیدان به نام کلارک فریمن است.